# Боїссано
Боїссано (італ. Boissano, ліг. Boinsan) — муніципалітет в Італії, у регіоні Лігурія, провінція Савона.
Боїссано розташоване на відстані близько 430 км на північний захід від Рима, 65 км на південний захід від Генуї, 28 км на південний захід від Савони.
Населення — 2460 осіб (2014).
Щорічний фестиваль відбувається 22 липня. Покровитель — Santa Maria Maddalena.

## Демографія
Населення за роками:

Станом на 1 січня 2023 року в муніципалітеті офіційно проживало 114 іноземців з 25 країн, серед них 37 громадян країн Євросоюзу та 2 громадяни України.

## Сусідні муніципалітети
- Бардінето
- Боргетто-Санто-Спірито
- Лоано
- П'єтра-Лігуре
- Тоїрано